# Robert Delbourgo
Robert Delbourgo (* 11. November 1940) ist ein australischer theoretischer Physiker.
Delbourgo studierte am Imperial College London mit dem Bachelor-Abschluss 1960 und der Promotion bei Abdus Salam 1963. Als Post-Doktorand war er bis 1964 an der University of Wisconsin und 1964/65 am International Centre for Theoretical Physics in Triest, wobei er Salam folgte. 1966 wurde er Lecturer und 1972 Reader am Imperial College und 1976 bis zur Emeritierung 2001 war er Professor an der University of Tasmania.
1988 erhielt er die Walter Boas Medal des Australian Institute of Physics. Er ist Fellow der Australian Academy of Sciences und erhielt 1989 deren Lyle Medal. 1976 wurde er Ehrendoktor (D.Sc.) der Universität London. 2002 erhielt er die Harrie Massey Medal.
Er war ein enger Mitarbeiter von Abdus Salam, mit dem er rund 30 Arbeiten veröffentlichte. In den 1960er Jahren befasste er sich mit Salam mit relativistischer Verallgemeinerung von U(6) (enthaltend Spin und SU (3)) als Symmetriegruppe für fundamentale Teilchen, die der starken Wechselwirkung unterliegen. Delbourgo, Salam und Strathdee zeigten, dass man dazu für eine relativistische Theorie über SU (6) zu U(6) x U(6) oder U(6,6) gehen muss.

## Schriften (Auswahl)
- Physics off the beaten track, World Scientific 2019 (Auswahl Aufsätze)
- mit Salam, Strathdee: Relativistic structure of SU (6), Phys. Rev., Band 138, 1965, B 420–B423
- mit Salam, Strathdee: The covariant theory of strong interaction symmetries, Proc. Royal Soc. London A, Band 284, 1965, S. 146–158
- mit Salam, Strathdee: The reggeization of quark number, Phys. Rev., Band 172, 1968, S. 1727–1736
- mit Salam: The gravitational correction to PCAC, Phys. Lett. B, Band 40, 1972, S. 381–382
- Superfield perturbation theory and renormalization, Il Nuovo Cimento A, Band 25, 1975, S. 646–656
- mit P. D. Jarvis: Extended BRS invariance and OSP (4/2) supersymmetry, Journal of Physics A, Band 15, 1982, S. 611
- mit M. D. Scadron: Dynamical generation of the gauged SU (2) linear sigma model, Modern Physics Letters A, Band 10, 1995, S. 251–266
- The force and gravity of events, in: Lars Brink, Michael Duff, Kok Khoo Phua (Hrsg.),  Memorial volume on Abdus Salam`s 90th birthday, World Scientific 2017, S. 15–30